# افاروکسان
افاروکسان (انگلیسی: Efaroxan) یک آنتاگونیست گیرنده آدرنرژیک آلفا دو است.